# سم لی
سم لی (انگلیسی: Sam Lee؛ زادهٔ ۲۷ سپتامبر ۱۹۷۵) یک هنرپیشه، خواننده، دی‌جی و رپر اهل جمهوری خلق چین است.
از فیلم‌ها یا برنامه‌های تلویزیونی که وی در آن نقش داشته‌است می‌توان به ققنوس وارد می‌شود، پلیس‌های جن-ایکس، پلیس‌های جن-وای، مجلل و ۲۰۰۲ اشاره کرد.